# Островское (Калининградская область)
Островское — посёлок в Гвардейском городском округе Калининградской области. До 2014 года входил в состав Озерковского сельского поселения.

## История
В 1946 году Зеевальде был переименован в посёлок Островское.
14—16 апреля 1945 года в районе Зеевальде воины 86-го отдельного модернизированного понтонно-мостовой батальона под командованием капитана Антонова Николая Александровича 9-го понтонно-мостовой бригады (командир бригады подполковник Коржов В.), построили эстакаду и произвели спуск с железнодорожных платформ на воду бронекатеров.

## Население
| 2002 | 2010 |
| ---- | ---- |
| 119  | ↘72  |